# NGC 2039
NGC 2039 – grupa gwiazd znajdująca się w gwiazdozbiorze Oriona, klasyfikowana jako gromada otwarta lub asteryzm. Odkrył ją John Herschel 19 stycznia 1828 roku. Znajduje się w odległości ok. 3 tys. lat świetlnych od Słońca oraz 30,6 tys. lat świetlnych od centrum Galaktyki.